# Dario Amodei
Dario Amodei, född 1983 i San Francisco i Kalifornien i USA, är en amerikansk utvecklare av AI och företagsledare. Han är medgrundare av och vd för Anthropic, företaget bakom språkmodellserien Claude. Dessförinnan var han vice vd och forskningsansvarig på OpenAI.
Dario Amodeis föräldrar är den italiensk-amerikanske läderhantverkaren Riccardo Amodei och bibliotekarien Elena Engel. Han är äldre bror till Daniela Amodei. Han växte upp i San Francisco och studerade på Caltech och senare på Stanford University. Han disputerade i fysik på Princeton University.
Dario Amodeis arbetade 2014-2015 på Baidu, och därefter på Google. År 2016 började han på OpenAI.
Han och hans syster Daniela grundade 2021 Anthropic tillsammans med andra tidigare medarbetare på OpenAI.